# Abla Pokou
Abla Pokou (ou Aura Poku, ou Abraha Pokou) est une reine africaine  ayant vécu au XVIIIe siècle. Elle mène le peuple baoulé du territoire de l'actuel Ghana vers celui de l'actuelle Côte d'Ivoire. La légende raconte qu'elle aurait sacrifié son fils unique pour traverser une rivière. Le mot « Baoulé » par lequel on désigne désormais les descendants du peuple qu'elle conduisait provient de l'épisode du sacrifice de son fils unique. Après l'immolation de ce dernier, elle déclare « Ba-ouli », ce qui signifie « l'enfant est mort », d'où le nom « Baoulé ».

## Vie et légende

### L’origine et la fuite d'une reine
Avant le temps colonial, l'Afrique a connu de nombreux royaumes et empires. Le royaume baoulé, fondé par Abla Pokou était parmi ces états. Elle était localisée vers les actuels Togo, Ghana et Côte d’Ivoire. Avant cet état, de nombreuses sous-ethnies akan vivaient dans cette région, et parmi elles, deux sous-ethnies, les Ashanti et les Denkyira étaient dominantes. Ces deux clans étaient en guerre par le biais d’Ossei Toutou, du côté des Ashanti et Ntim Gyakari du côté des Denkyira. Ce conflit provoqua des migrations vers l'actuelle Côte d’Ivoire. À la suite d'une bataille à Feyassé, les Denkyiras ont perdu leurs dominances dans la région, et Ossei Toutou fonda la Confédération ashanti du Ghana, un très puissant royaume ashanti. Il mourrut lors d’une bataille visant à agrandir son royaume. À la suite de son décès, deux de ses neveux se firent la guerre pour le pouvoir et c’est un certain Opoku Waré qui fut le vainqueur. Il succéda à son oncle en vertu de la loi matrilinéaire, c'est-à-dire la loi de succession par lignée maternelle. En effet, chez les Ashanti, l'enfant issu de la sœur d'un roi défunt a plus de chance de succéder à ce dernier que l'enfant d'un frère dudit roi. Abla Pokou étant la sœur du défaitiste Dakon, s’exila pour fuir l’autorité du nouveau roi, et emporta  avec elle de nombreux Ashanti dont sa famille, ses serviteurs, ses soldats fidèles et tous ceux du peuple qui se reconnaissaient en elle ou en Dakon. Dans sa fuite, Abla Pokou et ses compagnons se sont retrouvés bloqués devant le fleuve de Comoé qui était issu d’esprits constituant une menace. Pour les apaiser, Abla Pokou décida de sacrifier son fils de six mois en le jetant dans le fleuve afin de sauver son peuple. Arrivée vers l'actuelle Côte d’Ivoire, elle fut la rencontre d'autres chefs de tribu installés là-bas. Elle fut incontestablement reconnue comme une princesse du fait qu’elle était la nièce du roi Ossei Toutou. Par la suite, elle devint reine. C’est par la migration de ces ashanti que l’ethnie Baoulé ainsi que le royaume baoulé ont été fondé par Abla Pokou.

### La légende du sacrifice du fils
Selon la légende, la reine Abla Pokou et ses partisans se retrouvent  bloqués dans leur fuite par le fleuve mugissant de la Comoé, barrière naturelle entre leurs anciennes terres situées dans le Ghana actuel et le territoire devenu aujourd'hui Côte d'Ivoire, dont le niveau a monté en raison des pluies hivernales,,.
Or les poursuivants sont à leur trousse, à seulement quelques kilomètres. On décide de consulter alors les mânes. La reine Abla Pokou lève les bras au ciel et se tourne vers son devin : « Dis-nous ce que demande le génie de ce fleuve pour nous laisser passer ! » Et le vieil homme lui répond : « Reine, le fleuve est irrité, et il ne s'apaisera que lorsque nous lui aurons donné en offrande ce que nous avons de plus cher. »,,.
Aussitôt, les femmes tendent leurs parures d'or et d'ivoire ; les hommes avancent qui leurs taureaux, qui leurs béliers. Mais le devin repousse toutes ces offres et dit, de plus en plus triste : « Ce que nous avons de plus cher, ce sont nos fils ! ». Mais personne ne veut offrir son enfant en sacrifice. Dès lors, Abla Pokou comprend que seul le sacrifice de son fils unique peut satisfaire les génies du fleuve. Abla Pokou élève l'enfant au-dessus d'elle, le contemple une dernière fois et le précipite dans les flots grondants. Aussitôt, les eaux troublées de la Comoé se calment et se retirent jusqu'au genou, et toute la tribu franchit le fleuve sans encombre,.
Après la traversée, la reine se retourne et murmure dans un sanglot : « Bâ-ouli », ce qui signifie littéralement : « L'enfant est mort. » C'est ainsi qu'en souvenir de cet enfant, la tribu d'Abla Pokou aurait été appelée « Baoulé », et que le berceau du peuple Baoulé reçut le nom de Sakassou, autrement dit, « le lieu des funérailles »,,.
Il faut bien savoir que plusieurs versions de cette légende existent, variant selon les récits oraux et les interprétations historiques. Par exemple, la version de Maurice Delafosse , administrateur colonial et ethnographe, souvent considérée comme une référence, présente Abla Pokou comme une figure tragique.
il y aussi certaines versions, comme celle de Dr. Lasnet en 1896, offrent une vision différente.Dans cette interprétation, elle n’est pas seulement une héroïne subissant les événements, mais une conquérante. Dans sa version  le sacrifice n’est pas d’un enfant, mais d’une tunique et d’un pagne tissé d’or, permettant l’ouverture miraculeuse des eaux.
Autre version, Dans son ouvrage de 1982 consacré au royaume anyi du Ndenye, Claude-Hélène Perrot présente une version rare du mythe d'Aura Poku, issue d'une source extérieure aux Baule. Dans cette version, le sacrifice central n'est pas celui de l'enfant de la reine Pokou, mais de sa nièce, la fille d''akwq boni , héritière d'Abla Poku.
les récits oraux collectés entre 1986 et 2000 montrent que chaque communauté Baoulé a sa propre version du mythe. Chez les Nzikpri, par exemple , l’événement du sacrifice n’est pas contesté, mais ils affirment avoir traversé la Comoé par leurs propres moyens. dans cette version insiste ils insistent sur leur autonomie par rapport à Abla Pokou.

### Littérature
De son berceau d'origine du Ghana à sa terre d'exil de Côte d'Ivoire, cette reine reste célébrée dans la littérature orale et écrite
La légende a connu de nombreuses versions et variantes, y compris par les colonisateurs français. L'écrivain Maximilien Quenum-Possy-Berry né à Cotonou et installé en france écrit « La légende des Baoulé » dans son livre pour enfants Trois légendes africaines: Côte d'Ivoire, Soudan, Dahomey publié en 1946. L'écrivain ivoirien Bernard Dadié en donne une version sous forme de conte dans Légendes africaines en 1966. L'auteure Ivoirienne Véronique Tadjo s'en inspire dans son roman Reine Pokou. Concerto pour un sacrifice en 2005,.
La légende d’Abla Pokou a couvert certains faits historiques, ce qui crée des confusions entre des traditions orales et de l’historiographie à propos des événements et des actions attribués aux règnes de deux reines importantes des Baoulé de Côte d’Ivoire, Abla Pokou et Akoua Boni.
Abla Pokou qui est une reine plus connue du fait de la légende sur le sacrifice de son enfant rapporté dans les récits de l’exode des Ashanti-Assabou. Akoua Boni succède à Abla Pokou, elle a régné de 1730 à 1750, à fondé l’établissement du Walèbo avec l’aide d’une partie du clan royal. Ce n’est donc pas Abla Pokou qui a fondé Walèbo, mais bien Akoua Boni. Quand Akoua Boni succède Abla Pokou, elle prend la direction du royaume et décide de demeurer à Walèbo au lieu de revenir dans le Ndranouan et de s’installer à Niamounou. La dispersion des Baoulés à partir du Ndranouan a donc été voulue et encouragée par la reine Akoua Boni. Cette dernière a entamé une politique de colonisation de terres, ce qui a permis une occupation rapide de ce qui deviendra l’Etat Baoulé. La reine Akoua Boni créera, conformément au bouclier sécuritaire, des villages de défense autour de Walèbo.

### Cinéma
Le film d'animation ivoirien Pokou, princesse ashanti de  N’ganza Herman et Kan Souffle, sorti en Côte d'Ivoire en 2013, s'inspire librement de la vie légendaire d'Abla Pokou.